# Carl Christian Tenner

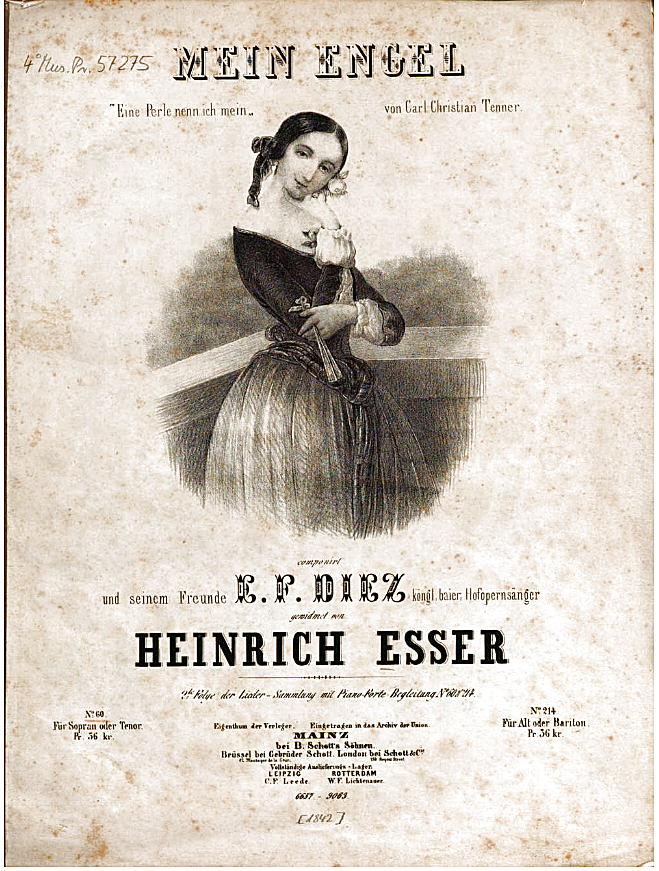
Titelblatt zu einem von Carl Christian Tenner verfassten Lied, vertont von Heinrich Esser, erschienen 1842 im Verlag Franz Schott, Mainz

Carl Christian Tenner (* 16. April 1791 in Grünstadt; † 30. Oktober 1866 in Darmstadt) war ein großherzoglich-hessischer Staatsbeamter und Lyriker.

## Leben
Carl Christian Tenner wurde als Sohn des gleichnamigen Vaters (1750–1829), eines leiningisch-westerburgischen Beamten bzw. Weinhändlers und seiner Frau Johanna geb. Schmidt, in Grünstadt geboren. Bis zu seinem 18. Lebensjahr besuchte er das dortige Gymnasium und wollte lutherischer Religionslehrer werden. Wegen der Gegnerschaft seiner Familie zum französischen Regime konnte er diesen Plan nicht verwirklichen, zeitweilig musste man nach Westerburg, dem Heimatort der Mutter, flüchten.
Nach dem Rückzug der Franzosen von den annektierten Territorien des linken Rheinufers wurde für den Bereich des bisherigen Départements du Mont-Tonnerre eine provisorische österreichisch-bayerische Regierung in Bad Kreuznach gebildet, in deren Dienste sich Carl Christian Tenner sofort stellte. Durch Beschluss des Wiener Kongresses fiel 1816 ein Teil des Areals, als Provinz Rheinhessen, an das Großherzogtum Hessen. 1816 als Regierungscalculator noch in königlich bayerischen Staatsdiensten ging Tenner schließlich als hessischer Regierungssekretär nach Mainz und kam 1821 als Calculator an die Oberfinanzkammer Darmstadt; 1831 wurde er Revisor bei der Steuerkontrollbehörde. 1838 schwer erkrankt, trat er 1840 vorzeitig in den Ruhestand, wo er sich wieder erholte und sich bis zu seinem Tod der Lyrik widmete, die er schon zuvor nebenbei betrieben hatte. Zeitweise lebte er mit seiner Familie in Gießen.
Tenner erbaute sich in Darmstadt ein „schönes, stattliches Haus“ an der Ecke Wilhelminenplatz und Hügelstraße, wie es in einem alten Bericht zur Stadtgeschichte heißt. Der Apotheker Dr. Ferdinand Ludwig Winckler richtete darin 1843 die heute noch existierende Adler-Apotheke ein, die des Dichters Sohn, Dr. Alfons Tenner, welcher  inzwischen sein Pharmaziestudium in Gießen beendet hatte, ab 1863 in eigener Regie führte. Das Gebäude wurde 1945 zerstört, die Apotheke blieb – in einem Neubau – am gleichen Platz (Wilhelminenstraße 13) und bis 2005 im Tenner’schen Familienbesitz.

## Werk
Carl Christian Tenner liebte Volkslieder. Viele seiner Gedichte wurden von ihm als Text zu einer in- oder ausländischen Volksweise verfasst, wie z. B. „Im Wald im Wald, da ist mein schönster Aufenthalt“, oder zeitgenössische Komponisten, wie Niels Wilhelm Gade, Ludwig Erk, Heinrich Esser, Carl Amand Mangold und Friedrich Wilhelm Kücken haben sie vertont. Er betrieb auch Sprachstudien um ausländische Gedicht- und Liedtexte ins Deutsche übertragen zu können, etwa eine Sammlung Nordischer Lieder. Posthum erschien 1870 in Darmstadt eine große Gedicht- und Liedersammlung Tenners. Außerdem gibt es von Carl Christian Tenner Librettos für zwei Singspiele, nämlich für Die Fischerhütte am Brienzersee – Ein Schweizergemälde mit einheimischen Volksmelodien und Tanz (1852) und Die Mühle im Odenwald – Ein Lustspiel mit hessischen Volksmelodien und Tanz (1853).